# Stelis hirtella
Stelis hirtella är en orkidéart som först beskrevs av Leslie Andrew Garay, och fick sitt nu gällande namn av Carlyle August Luer. Stelis hirtella ingår i släktet Stelis och familjen orkidéer. Inga underarter finns listade i Catalogue of Life.